# Truscottita
La truscottita és un mineral de la classe dels silicats que pertany al grup de la reyerita. Va ser anomenada en honor de Samuel John Truscott (1870-1950), professor de mineria de la Royal School of Mines de Londres.

## Característiques
La truscottita és un fil·losilicat de fórmula química Ca14Si24O58(OH)₈·2H₂O. Cristal·litza en el sistema trigonal. Apareix en forma d'escates, en agregats esferoides, de fins a 7 mm amb una estructura fibrosa i escatosa. La seva duresa a l'escala de Mohs és 3,5.
L'exemplar que va servir per a determinar l'espècie, el que es coneix com a material tipus, es troba conservat al: Museu d'Història Natural de Londres (exemplar 1925,1044).
Segons la classificació de Nickel-Strunz, la truscottita pertany a «09.EE - Fil·losilicats amb xarxes tetraèdriques de 6-enllaços connectades per xarxes i bandes octaèdriques» juntament amb els següents minerals: bementita, brokenhillita, pirosmalita-(Fe), friedelita, pirosmalita-(Mn), mcgillita, nelenita, schal·lerita, palygorskita, tuperssuatsiaïta, yofortierita, windhoekita, falcondoïta, loughlinita, sepiolita, kalifersita, gyrolita, orlymanita, tungusita, reyerita, natrosilita, makatita, varennesita, raïta, intersilita, shafranovskita, zakharovita, zeofil·lita, minehil·lita, fedorita, martinita i lalondeïta.

## Jaciments
La va truscottita ser descoberta a la mina Lebong Donok, a Bengkulu (Sumatra, Indonèsia). També ha estat descrita als Estats Units, França, Israel, el Japó, Sud-àfrica.